# 폴앙리 드 르 뤼
폴앙리 드 르 뤼(프랑스어: Paul-Henri de Le Rue, 1984년 4월 17일~)는 프랑스의 전직 스노보드 선수이다. 올림픽에 3회 참가했으며 2006년 동계 올림픽에서 남자 크로스 동메달을 획득했다.

## 경력
드 르 뤼는 1984년 오트피레네주 란므장에서 태어났다.
2001년 1월 13일 모르진에서 월드컵 데뷔전을 치렀고 43위에 올랐다. 2002년 4월에는 핀란드 라흐티에서 열린 2002년 세계 주니어 선수권 대회에 참가하여 크로스 부문 22위에 올랐다. 이후 2003년 1월 이탈리아 이니헨에서 열린 월드컵에서 6위에 오르면서 선수 경력 처음으로 월드컵 순위 10위 안에 들었다. 같은 해 2월에는 이탈리아 프라보사소타나에서 열린 2003년 세계 주니어 선수권 대회에 참가했고 크로스 13위를 기록했다.
드 르 뤼는 2004년 2월에 독일 오버비젠탈에서 열린 2004년 세계 주니어 선수권 대회에 참가하여 선수 경력 세 번째로 세계 주니어 선수권 대회에 출전했다. 그는 이 대회에서 이탈리아의 프란체스코 산드리니와 오스트리아의 마르쿠스 샤이러를 제치고 우승을 차지했다. 이듬해인 2005년 1월에는 오스트리아 인스브루크에서 열린 2005년 동계 유니버시아드에 참가했고 크로스 부문에서 오스트리아의 한스외르크 운터라이너와 스위스의 사샤 두프의 뒤를 이어 동메달을 획득했다. 그는 같은 해 3월에 미국 레이크플래시드에서 열린 월드컵에서 자신의 형이자 대표팀 동료인 자비에 드 르 뤼의 뒤를 이어 2위에 오르면서 처음으로 월드컵 시상대에 올랐다.
2006년 2월 드 르 뤼는 이탈리아 토리노에서 열린 자신의 첫 올림픽 대회인 2006년 동계 올림픽에 참가했다. 그는 남자 크로스 경기에서 미국의 세스 웨스콧과 슬로바키아의 라도슬라우 지데크의 뒤를 이어 동메달을 획득했다. 이듬해인 2007년 1월 스위스 아로자에서 열린 2007년 세계 선수권 대회에서 5위에 올랐고 2009년 1월 대한민국 횡성에서 열린 2009년 세계 선수권 대회에서 32위를 기록했다.
드 르 뤼는 2015년에 선수 생활을 마감했다.

## 개인사
형인 자비에 드 르 뤼와 동생인 빅토르 드 르 뤼 또한 스노보드 선수로 활동했다.